# GS파크24
케이엠파크는 카카오모빌리티가 지분 100%를 가지고 있는 기업이다. 주 사업 내용은 무인주차장 설치 및 운영이며 케이엠파크의 사업 활동 지역은 대한민국이다.